# 昆茨·拉斯洛
昆茨·拉斯洛（匈牙利語：Kuncz László，1957年7月29日—2020年12月6日），匈牙利前男子水球运动员。他曾代表匈牙利国家队参加1980年夏季奥林匹克运动会水球比赛，获得一枚铜牌。